# Fifi Masuka Saini
 Fifi Masuka Saini, née le 10 mars 1967 dans la province du Katanga (actuellement Haut-Katanga) en république démocratique du Congo, est une femme politique congolaise (RDC), élue autrefois députée nationale de la circonscription de Lubumbashi et vice-gouverneure de la province de Lualaba,. En Août 2024, elle est gouverneure intérimaire de la province de Lualaba.

## Biographie

### Origines
Fifi Masuka Saini est née le 10 mars 1967 ; elle est l'avant-dernière d’une famille de six enfants, et la fille de Saini Kasanji, conducteur de taxi, et d’Yvonne Kashala, vendeuse de poisson fumé au marché. 

### Études
En 1992, Fifi Masuka Saini obtient un diplôme de licence en sciences économiques à l'université de Lubumbashi (UNILU), dans la province du Haut-Katanga,.

### Origines et carrière professionnelle
Elle est cofondatrice de la société BM-METALS CORPORATION, spécialisée dans les domaines minier et de construction,.

### Carrière politique
En 2006, elle est membre du parti politique politique Mouvement de libération du Congo (MLC) et est élue députée nationale au nom de ce même parti.
En 2010, elle fonde son propre parti politique, le Front des indépendants démocrates-chrétiens (FIDEC). En 2011, elle est réélue députée nationale dans la circonscription de Lubumbashi.
Elle est nommée le 29 octobre 2015 par le chef de l'État Joseph Kabila commissaire spéciale adjointe dans la province du Lualab puis, le 26 mars 2016, elle devient vice-gouverneure de la province du Lualaba,.